# ロレンツォ・ヴィアーニ

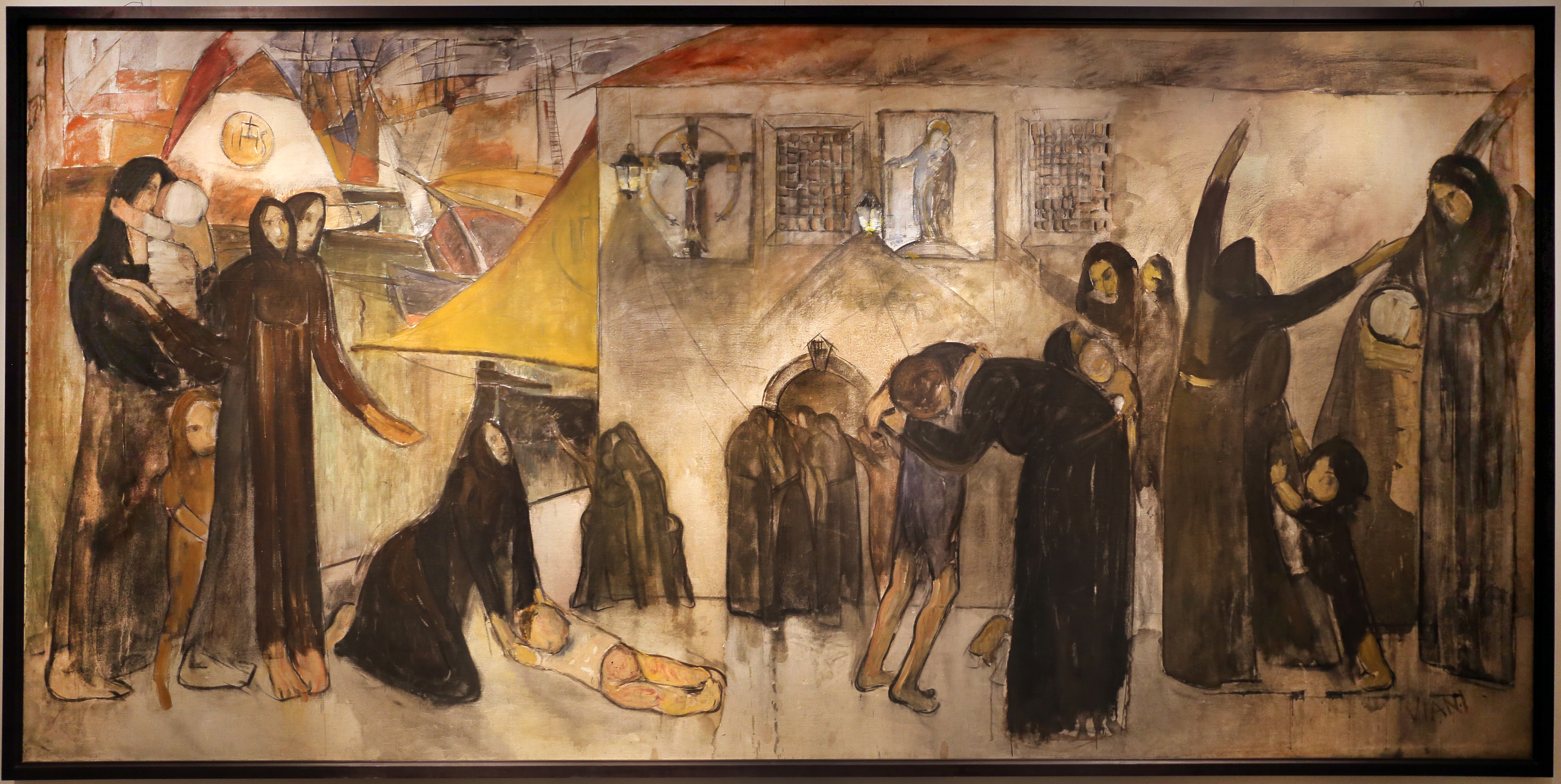
ロレンツォ・ヴィアーニ作「volto santo」(1913/1915)

ロレンツォ・ヴィアーニ（Lorenzo Viani, 1882年11月1日 - 1936年11月2日）は、イタリアの画家、版画家、作家、詩人である。画家としては表現主義のスタイルの作品を描いた。作家としては、生地のトスカーナの街、ヴィアレッジョに因んで、1930年に創設された文学賞「ヴィアレッジョ賞」の第1回の受賞者となった。

## 略歴
ルッカ県のヴィアレッジョで生まれた。学校になじめず、11歳の1893年には理髪店の見習いとして働き始め、数年後には画家のプリニオ・ノメッリーニ（Plinio Nomellini: 1866-1943）と知り合い、絵に興味を持ち知り合いの音楽家の肖像画を描いて評判になった。ノメッリーニに勧められて1900年にルッカの美術学校に入学し、1903年まで在籍し、画家のモーゼス・レヴィ（Moses Levy: 1885-1968) やスパルタコ・カルリーニ（Spartaco Carlini: 1884-1949)と知り合った。ルッカでの学生時代、ヴィアーニは他の学生とともに、アナキストと社会主義者のデモに何度も参加した。1904年にフィレンツェの美術アカデミーに移り、ジョヴァンニ・ファットーリらに学んだ。1908年から1909年の間はパリに滞在し修行した。1911年末から1912年初めの短かい間にもパリに滞在した。
ヴィアレッジョに戻りモダニズムの画家として象徴主義とポスト印象派のスタイルに影響を受けながら社会的な題材の作品を描き、表現主義のスタイルの作品を描き1900年代末の第7回ヴェネツィア・ビエンナーレで、批評家に評価された。反戦運動などに参加し、反権力の雑誌の風刺画なども制作した。
第一次世界大戦中の1916年から1919年までは軍に召集され軍務につき、その合間に絵を描いた。戦終結後は、絵画を描くとともに、文学者やジャーナリストとして積極的に働き、1930年に創設された文学賞「ヴィアレッジョ賞」の第1回の受賞者となった。
1930年代に喘息に悩まされるようになり、美術活動を続けた。ローマ市民が夏に多く訪れる海岸の街、オスティアで風景画を描く依頼を受けて滞在中に心不全で亡くなった。
ヴィアレッジョの近代美術館に作品85点が収蔵され、美術館はヴィアー二に因んで「Galleria d‘arte moderna e contemporanea Lorenzo Viani 」と名付けられている。

## 作品

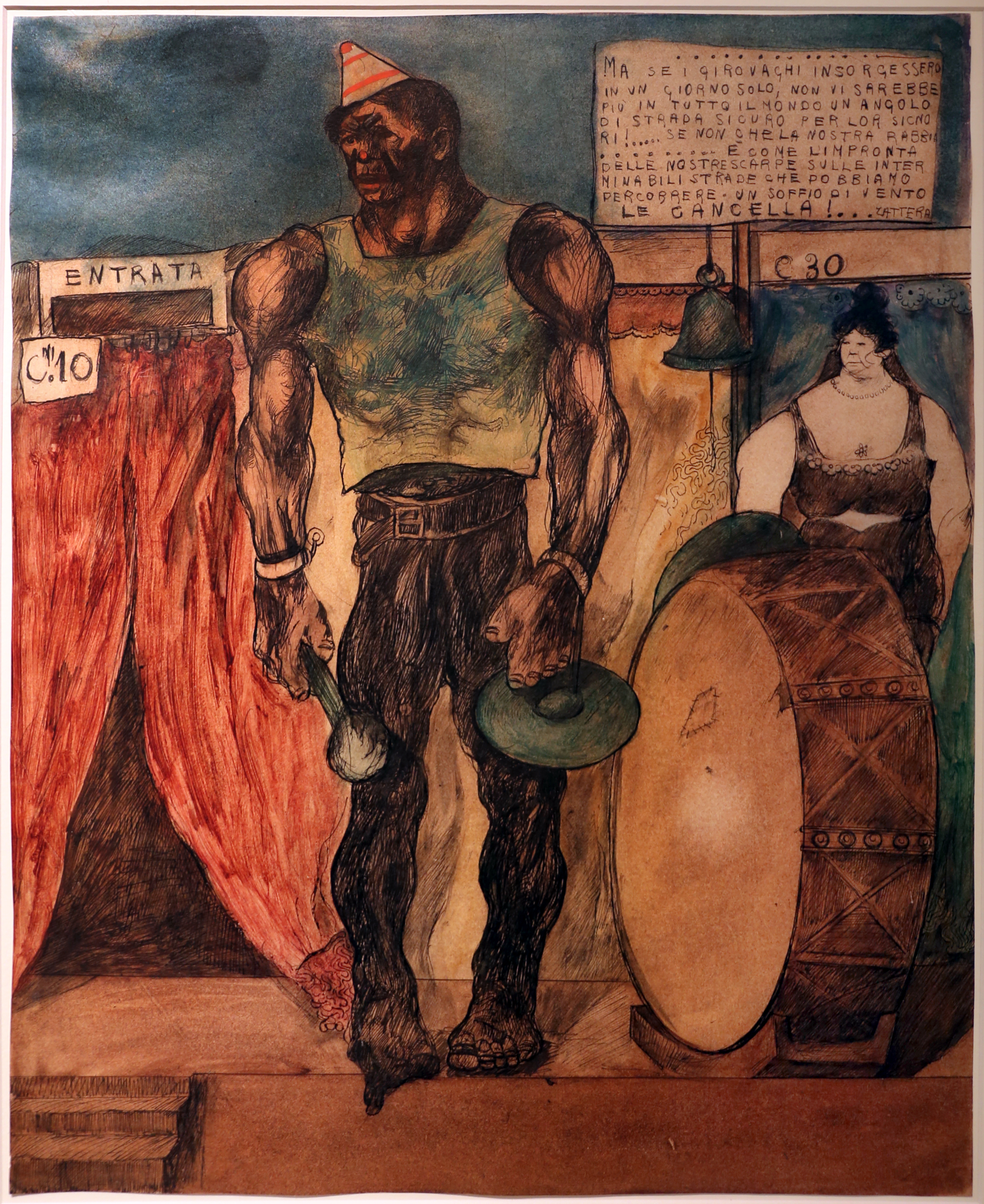
放浪者たち(1907/1908)
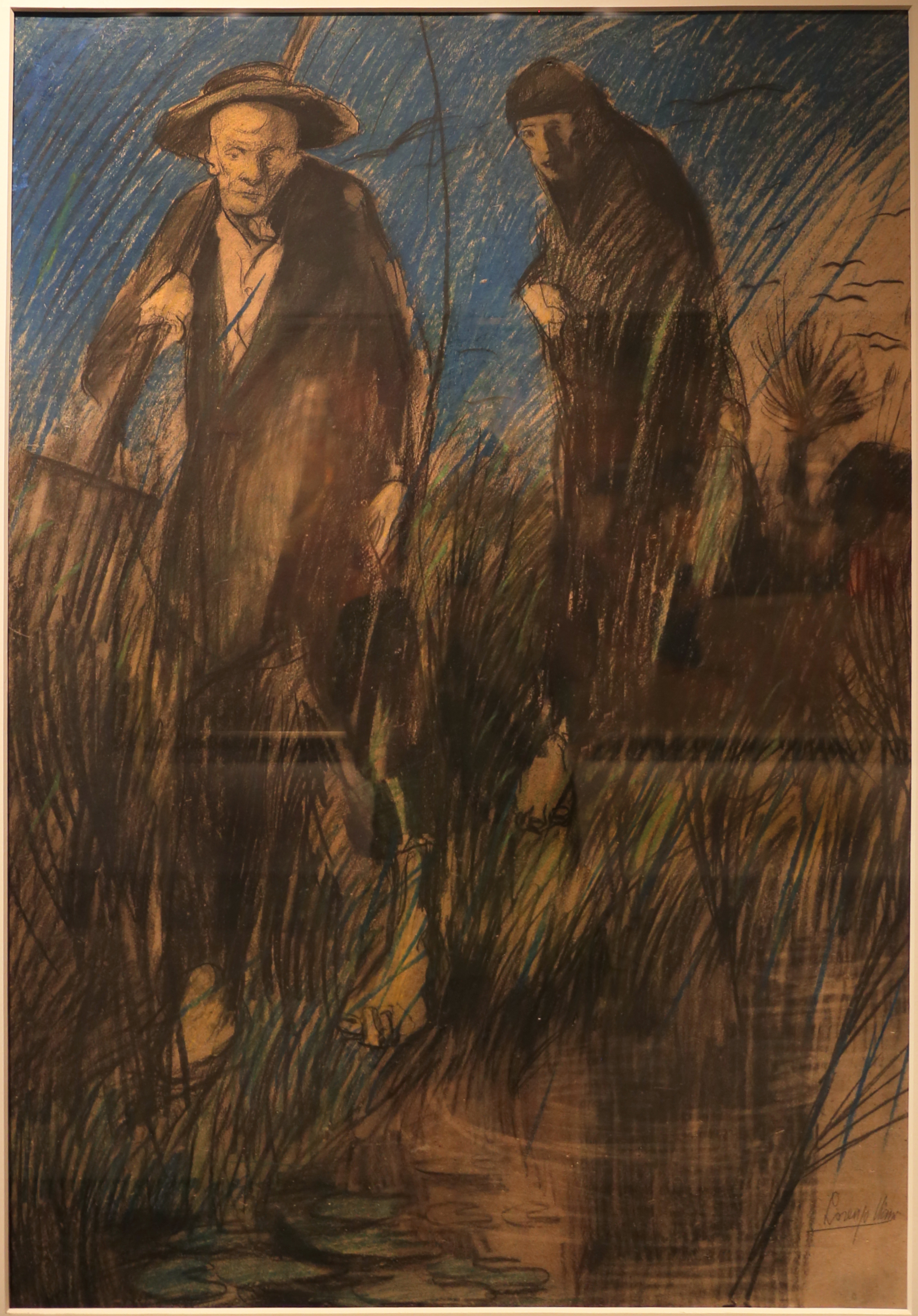
沼地の二人の人影(1912/1913)
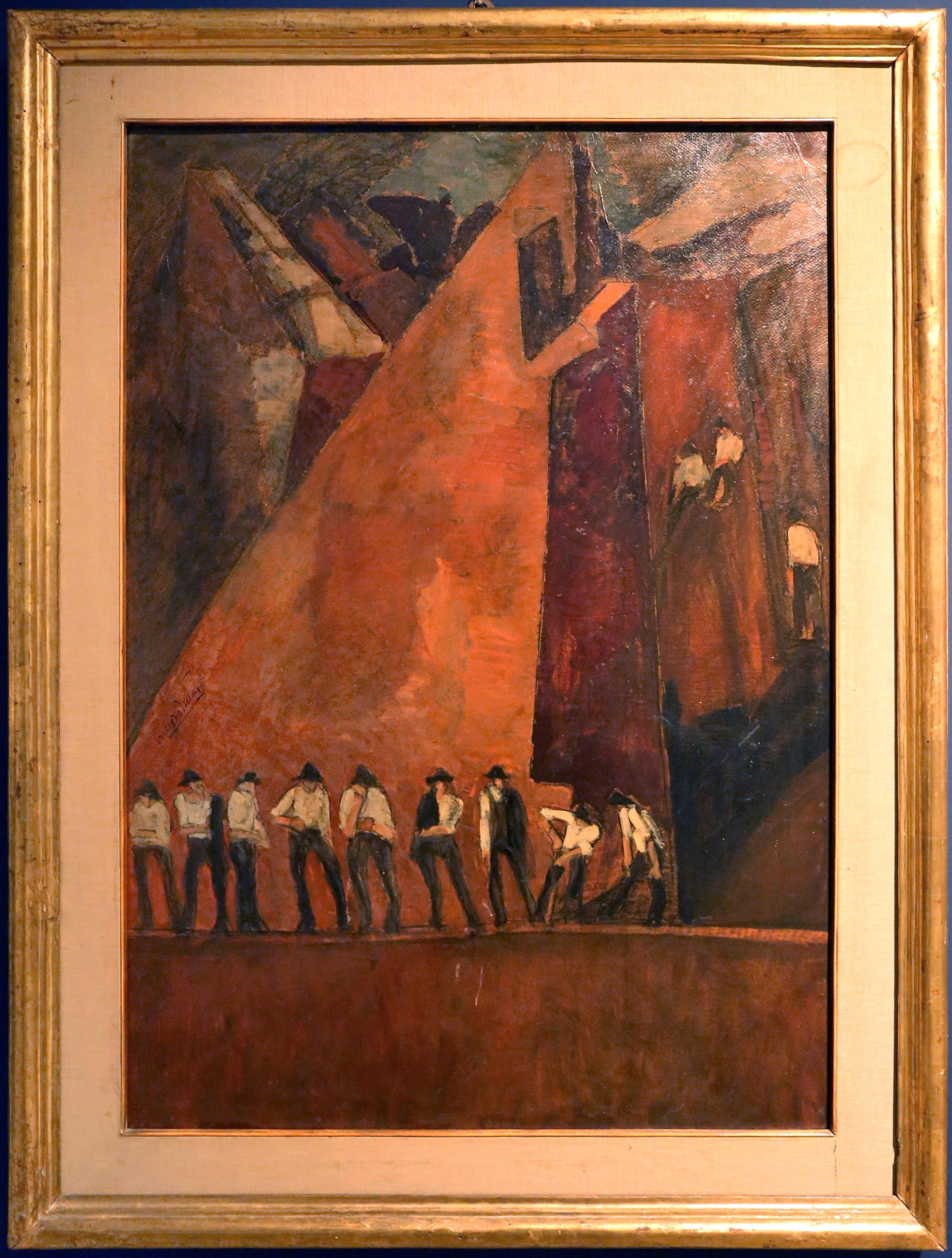
アプアの採石場労働者 (1920/1921)
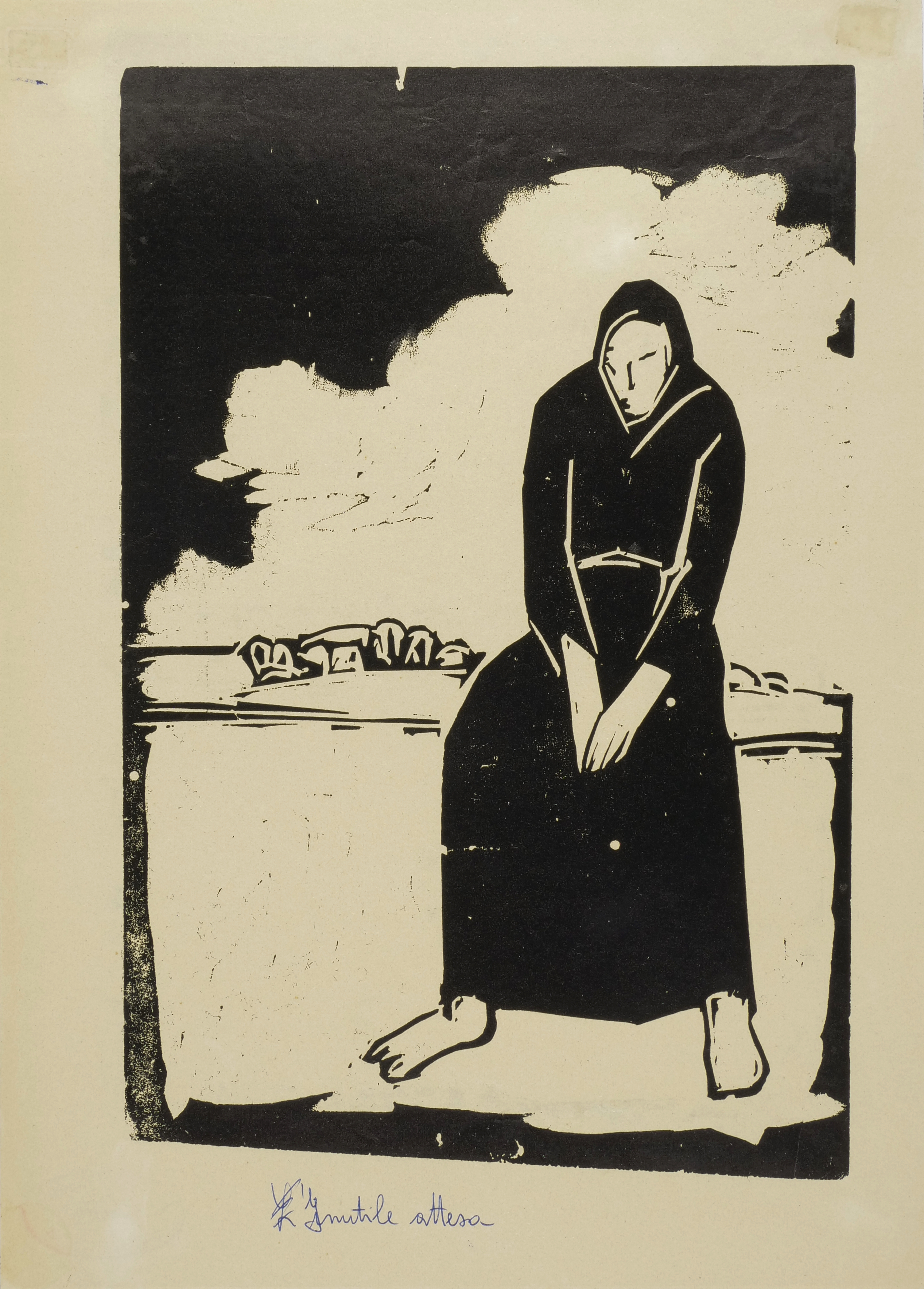
版画作品

## 著書
- Ceccardo, (1922)
- Gli ubriachi, (1923)
- Giovanni senza paura, (1924)
- Parigi, (1925)
- I Vàgeri, (1926)
- Angiò, uomo d'acqua, (1928)
- Ritorno alla patria, (1930) – prix Viareggio
- II figlio del pastore, (1930)
- Storie di umili italiani, (1934)
- Le chiavi nel pozzo, (1935)
- Barba e capelli, (1939)
- Gente di Versilia, （編）Vallecchi (1946)
- Cuor di madre, （編）Vallecchi (1961)